# Masacre del bar Oporto
La masacre del Bar Oporto se presentó entre Medellín y Envigado (Antioquia). Fue perpetrada el 23 de junio de 1990.

## Acontecimiento
Un grupo de 14 hombres armados y encapuchados, llegaron al bar Oporto, localizado entre Medellín y el sur de Envigado, de donde separaron a los hombres y mujeres, los hombres fueron obligados a acostarse en un parqueadero y posteriormente les dispararon muriendo 19 de los que recibieron los impactos de las balas y otros quedaron gravemente heridos y murieron posteriormente. Las víctimas fueron 23 en total, en un fin de semana donde murieron 63 personas en Medellín.
Los autores de la masacre serían agentes de civil enviados erróneamente por el bloque de búsqueda tras miembros del cartel de Medellín.
Se acusa al Cartel de Medellín, como autores de dicha masacre, pero no se ha esclarecido el acontecimiento, existiendo varias teorías o hipótesis de los autores y móviles del mismo.
El ex comandante del Bloque de Búsqueda, Hugo Aguilar, admitió en 2024 que fue responsable de la masacre ante la JEP.